# Segelfluggelände Scheuen

i7
i11
i13
Das Segelfluggelände Scheuen liegt im Stadtteil Scheuen der Kreisstadt Celle in Niedersachsen, etwa 5,5 Kilometer nördlich des Zentrums von Celle.

## Flugbetrieb
Das Segelfluggelände ist mit einer 1100 m langen und 30 m breiten Start- und Landebahn aus Gras (Richtung 08/26) ausgestattet. Die Start- und Landebahn wird etwa in der Mitte durch einen Weg gekreuzt, der sie in einen westlichen und östlichen Bereich unterteilt. Das Segelfluggelände besitzt eine Betriebszulassung für Segelflugzeuge und Motorsegler. Der Start von Segelflugzeugen erfolgt per Windenstart oder Flugzeugschlepp. Der Halter und Betreiber des Segelfluggeländes ist die Flugsportvereinigung Celle Segelfluggruppe e. V.